# 鲍道磊
鲍道磊（1988年3月17日—）是一位中国已退役殘疾人盲人门球運動員。他曾在2008年夏季残疾人奥林匹克运动会上获得一枚金牌。  鲍道磊還代表中国男子盲人门球队參加2012年夏季残疾人奥林匹克运动会。該屆殘奧會后鲍道磊退役。